# Arnold Skaaland
Arnold Skaaland (ur. 21 stycznia 1925 w White Plains, Nowy Jork, zm. 13 marca 2007 tamże) – amerykański wrestler, menedżer, promotor oraz producent gal wrestlingu. Członek galerii sław WWE Hall of Fame.

## Kariera

### Wczesne życie
W czasie II wojny światowej służył w Piechocie Morskiej Stanów Zjednoczonych. Po wojnie krótko trenował boks by przejść następnie do treningów wrestlingu.

### Początki kariery w wrestlingu (1946–1963)
W wrestlingu zadebiutował w 1946 pod własnym imieniem i nazwiskiem, a także zapowiadano go jako zawodnika z Norwegii, ze względu na skandynawskie nazwisko. Występował na obszarze północno-wschodnich stanów Ameryki otrzymując kolejno pseudonim The Golden Boy (pol. złoty chłopiec). W związku z niskim wzrostem, swoje walki prowadził w oparciu o zwinność i kondycję fizyczną w ringu. Pod koniec lat 50. przyjął nowy pseudonim ringowy występując pod imieniem Bobby Weaver.
Na początku lat 60. rywalizował z Patem O’Connorem i „Nature Boy” Buddym Rogersem o tytuł NWA World Heavyweight Championship, jednak nigdy go nie zdobył. W 1962 był sędzią wysoko ocenianego pojedynku Freddiego Blassiego z Rikidōzanem, który odbył się w Japonii.

### World Wide Wrestling Federation/World Wrestling Federation (1963–1994)
W 1963 zasilił roster nowo utworzonej federacji wrestlingu World Wide Wrestling Federation (WWWF). W 1967 zdobył ze Spirosem Arionem tytuł WWWF United States Tag Team Championship, a następnie stracił go na rzecz drużyny The Sicilians (Lou Albano i Tony Altimore).
Oprócz występów w WWWF, Skaaland był także akcjonariuszem spółki Capitol Wrestling Corporation oraz biznes-partnerem Vincenta J. McMahona. Zajmował się także produkowaniem gal wrestlingu na terenie Hrabstwa Westchester w stanie Nowy Jork oraz służył jako menedżer André the Gianta – później prowadził również Brunona Sammartina i Boba Backlunda. W 1978 przeszedł na częściową emeryturę od biznesu zawodowych zapasów, pojawiając się tylko okazjonalnie w ringu. W 1987 pojawił się w teledysku do utworu Piledriver, będącego muzyką wejściową wrestlera Koko B. Ware, gdzie odegrał postać brygadzisty na budowie.
W 1994 został wprowadzony do galerii sław WWF Hall of Fame przez Boba Backlunda.

### Tytuły i osiągnięcia
- Cauliflower Alley Club (1994)
- Pro Wrestling Illustrated
  - Menedżer roku (1978, 1979)
- World Wide Wrestling Federation / World Wrestling Federation
  - WWWF United States Tag Team Championship (1 raz) – ze Spirosem Arionem
  - WWF Hall of Fame (wprowadzony w 1994)
  - Slammy Awards (1 raz)
    - Lifetime Achievement Award (1997)

## Życie osobiste i śmierć
Był żonaty z Betty, z którą doczekał się trzech synów: Edwarda Patricka, Jamesa Allena i George’a. Media określały go jako jedynego na świecie, „który mógłby choć trochę dorównać André the Giantowi w ilości wypitych płynów”.
Tuż przed śmiercią przewlekle chorował. Zmarł 13 marca 2007 w White Plains w stanie Nowy Jork. Został pochowany na cmentarzu Gate of Heaven Cemetery w Hawthorne.